# Волфганг IV фон Йотинген-Валерщайн
Волфганг IV фон Йотинген-Валерщайн (на немски: Wolfgang IV von Oettingen-Wallerstein; * 1 февруари 1629; † 6 октомври 1708 във Виена) е граф на Йотинген-Валерщайн в Швабия, Бавария и господар на Дайнцендорф в Долна Австрия.
Той е вторият син на граф Ернст II фон Йотинген-Валерщайн (1594 – 1670) и съпругата му Мария Магдалена Фугер (1606 – 1670), графиня цу Кирхберг и Вайсенхорн, дъщеря на граф Антон Фугер фон Кирхберг (1563 – 1616) и Елизабета Фугер (1584 – 1636).
Брат е на Вилхелм IV (1627 – 1692), граф на Йотинген-Валерщайн, Филип Карл (1640 – 1680), граф на Йотинген-Валерщайн, Йозеф/Йохан Антон (1641 – 1673), и на Игнац (1642 – 1673).
През 1665 г. граф Волфганг IV купува отново имението и стария замък в Рисбюрг в Баден-Вюртемберг.
Волфганг IV фон Йотинген-Валерщайн умира на 6 октомври 1708 г. във Виена на 79 години и е погребан във Валерщайн.

## Фамилия
Волфганг IV фон Йотинген-Валерщайн се жени на 6 ноември 1661 г. във Виена за графиня Анна Доротея фон Волкенщайн-Роденег (* 6 февруари 1640; † 26 ноември 1702 във Виена), дъщеря на граф Йохан фон Волкенщайн-Роденег (1585 – 1649) и графиня Фелицитас цу Шпаур и Флафон (* 1602). Те имат 14 деца:
- Мария Анна Терезия (24 август 1662 в Йотинген – 28 юни 1695 във Виена), омъжена на 29 април 1685 г. във Валерщайн за граф Йохан Вилхелм фон Йотинген цу Шпилберг (23 декември 1655 – 10 август 1685), син на граф Йохан Франц фон Йотинген-Шпилберг
- Мария Ернестина (15 септември 1662 или 1663, Валерщайн – 29 април 1714 във Виена), омъжена на 7 юли 1692 г. във Виена за граф Нотгер Вилхелм фон Йотинген-Катценщайн (24 декември 1650 – 6 ноември 1693), генерал-фелдмаршал, син на граф Фридрих Вилхелм фон Йотинген-Катценщайн
- Мария Магдалена Фелицитас (17 май 1665, Валерщайн – 10 април 1744 във Виена)
- Мария София (29 май 1666 – 6 януари 1743, Шеер), омъжена за граф Кристоф Франц фон Валдбург-Траухбург (20 януари 1669 – 7 март 1717), имперски наследствен трушсес
- Мария Доротея Йозефа (14 декември 1667 – 14 октомври 1669)
- Ернст Игнац (10 февруари 1669 – 23 май 1669 във Виена)
- Мария Йозефа Йохана (*/* 18 юли 1670)
- Мария Франциска Йохана (28 юли 1671 – 3 март 1672 във Виена)
- Франц Игнац Йозеф (27 ноември 1672 – 3 октомври 1728 във Виена), граф на Йотинген-Валерщайн
- Игнац Филип (* вер. март 1674 – 19 май 1674)
- Доминик Йозеф (3 септември 1676 – 25 октомври 1717 в Йотинген), граф на Йотинген-Валерщайн
- Вилхелм Йозеф Игнациус (октомври 1677 – 1718), граф на Йотинген-Валерщайн
- Мария Анна Елеонора (24 юни 1681 в Дюселдорф – 28 септември 1740), омъжена на 27 юни 1714 г. във Виена за граф Зигмунд Йозеф фон Турн-Валзасина (20 октомври 1687 – 3 март 1732)
- Мария Игнац Йозеф (23 септември 1683 – 20 октомври 1684)